# Етон (Меза)
Етон (фр. Eton) је насељено место у Француској у региону Лорена, у департману Меза.
По подацима из 2011. године у општини је живело 212 становника, а густина насељености је износила 19,27 становника/km².

## Демографија
| 1962. | 1968. | 1975. | 1982. | 1990. | 2011. |
| ----- | ----- | ----- | ----- | ----- | ----- |
| 282   | 246   | 239   | 193   | 176   | 212   |